# Katherine Willis
Katherine Willis (Nukualofa, 2 de mayo de 1971) es una actriz y productora estadounidense, conocida por sus papeles de Myrtle Hale en Los asesinos de la luna, Diana Lord en Tell Me Your Secrets y Joanne Street en Friday Night Lights.

## Primeros años y educación
Willis pasó la mayor parte de su infancia en una granja de 200 acres en el suroeste de Misuri.
Estudió teatro y cine en la Universidad Brigham Young con una beca del premio al talento teatral. Se instaló en Austin, Texas, en 1994, de donde provienen la mayoría de sus créditos de cine y televisión de estudio.

## Filmografía

### Películas
| Año  | Título                  | Papel                 | Notas        | Ref.  |
| ---- | ----------------------- | --------------------- | ------------ | ----- |
| 1991 | Little Heroes           | Rachel Wilson         |              | [ 2 ] |
| 1995 | Pure Race               | Kim Grey              |              |       |
| 1998 | The Faculty             | Oficial Campbell      |              | [ 2 ] |
| 2001 | The Right Girl          | Lauren                |              | [ 2 ] |
| 2003 | The Life of David Gale  | Protestante Bullhorn  |              |       |
| 2004 | The Sum of Jobe         | Dr. Wills             | Cortometraje |       |
| 2004 | Re-Elect Joe            | Josephine Fitzsimmons | Cortometraje |       |
| 2004 | Friday Night Lights     | Esposa racista        |              |       |
| 2005 | Sin City                | Enfermera             |              |       |
| 2005 | The Ringer              | Ditzy Woman           |              |       |
| 2006 | Momma's Boy             | Shelly                | Cortometraje |       |
| 2006 | Jumping Off Bridges     | Sra. Adams            |              |       |
| 2006 | The Return              | Dorothy               |              | [ 2 ] |
| 2007 | Kabluey                 | Veronica              |              |       |
| 2011 | The Curse of Babylon    | FBI Commander Ross    |              |       |
| 2012 | Deep in the Heart       | Betty                 |              | [ 2 ] |
| 2012 | The Sinner              | Agente Valentine      |              |       |
| 2013 | This Is Where We Live   | Leigh Ann             |              |       |
| 2015 | The Doo Dah Man         | Becky                 |              |       |
| 2015 | Divine Access           | Becky                 |              | [ 2 ] |
| 2016 | Mercury Plains          | Mamá de Mitch         |              | [ 2 ] |
| 2019 | Round of Your Life      | Jenny                 |              | [ 2 ] |
| 2019 | Red 11                  | Administradora Willis |              |       |
| 2019 | By the Dark of Night    | Helen                 | Cortometraje |       |
| 2023 | Los asesinos de la luna | Myrtle Hale           |              |       |

### Televisión
| Año       | Título                         | Papel                 | Notas                                   | Ref.  |
| --------- | ------------------------------ | --------------------- | --------------------------------------- | ----- |
| 1992      | Little Heroes                  | Rachael Wilson        | Película de televisión                  |       |
| 1992      | Miracles & Other Wonders       | Cassie Anders         | Película de televisión                  |       |
| 1993      | Moment of Truth: Stalking Back | Jill Boyer            | Película de televisión                  |       |
| 2001      | Arrest & Trial                 | Sra. McClellan        | Episodio: "Nightmare Nurse"             |       |
| 2005      | Three Wise Guys                | Ruth Roberts          | Película de televisión                  |       |
| 2006      | Prison Break                   | Agente Foley          | Episodio: "Manhunt"                     | [ 2 ] |
| 2006–2007 | Friday Night Lights            | Joanne Street         | 15 episodios                            | [ 2 ] |
| 2011      | Drop Dead Diva                 | Catherine Gibson      | Episodio: "Toxic"                       |       |
| 2012–2013 | The Lying Game                 | Nancy Rogers          | 4 episodios                             | [ 2 ] |
| 2014      | Resurrection                   | Kimberly              | 3 episodios                             | [ 2 ] |
| 2014      | Revolution                     | General Donagan       | Episodio: "Declaration of Independence" |       |
| 2014      | Deliverance Creek              | Cordelia              | Película de televisión                  | [ 2 ] |
| 2015      | The Leftovers                  | Mamá de Violet        | 2 episodios                             | [ 2 ] |
| 2017      | Queen of the South             | Agente Caryn Trusdale | Recurrente                              | [ 2 ] |
| 2017      | The Long Road Home             | Cathy Smith           | Recurrente                              |       |
| 2018      | Kidding                        | Sra. Piccirillo       | Episodio: "The Cookie"                  |       |
| 2019      | The Blacklist                  | Moira Tyche           | Episodio: "Lady Luck (No. 69)"          | [ 2 ] |
| 2019      | The Son                        | Olivia Bersen         | Episode: "The Blue Light"               |       |
| 2021      | Tell Me Your Secrets           | Diana Lord            | Recurrente                              |       |